# William J. Schroeder
William J. Schroeder (14 de fevereiro de 1932 – 7 de agosto de 1986) foi um dos primeiros recipientes de um coração artificial. 

## Vida
Schroeder nasceu em Jasper, Indiana, e serviu como Sargento na Força Aérea dos Estados Unidos de 1952 a 1966. Em 25 de novembro de 1984, aos 52 anos, tornou-se o segundo ser humano a receber o Jarvik 7. O transplante foi realizado no Humana Heart Institute International em Louisville, Kentucky, pelo Dr. William C. DeVries.

## Morte
Após 18 dias, ele sofreu o primeiro de uma série de acidentes vasculares cerebrais, o que acabou deixando-o em estado vegetativo. Ele faleceu em 7 de agosto de 1986, às 13h35, em decorrência de uma infecção pulmonar, um ano e 255 dias (620 dias) depois de receber o Jarvik 7. Na época, este foi o período mais longo que alguém já havia sobrevivido com um coração artificial. A lápide que marca o túmulo de Schroeder é feita de granito preto em forma de dois corações sobrepostos. Em um deles, há uma gravação a laser com a imagem do Jarvik 7.